# Ledsætning
En ledsætning (tidl. kaldet bisætning) er en sætning der er et led i en anden sætning inden for sprogvidenskab. En ledsætning kan typisk ikke stå alene. 
Den overordnede sætning eksklusiv ledsætningen kaldes en oversætningsstamme. Den samlede overordnede sætning kan være en helsætning eller en anden ledsætning.:78  nam Eksempel: »Kom, når du har tid!«. Helsætningsstammen er her "kom". Ledsætningen er "når du har tid". Samlingen af ord fra punktum til punktum kaldes en periode.
En helsætning kaldes af nogle populært »et punktum«, f.eks. »Vil du læse næste punktum?«, og betydningen er: det der står mellem to punktummer.[kilde mangler] Helsætningen kan bestå af kun en helsætningsstamme, f.eks. »Vi skal huske at købe kartofler«, og en helsætning kan være så kort som kun ét ord: »Kom!«, imperativen af et verbum. Så kort kan en ledsætning ikke være.

## Dansk
Ledsætninger i dansk indledes ofte af bindeord, f.eks. af: at, hvis, om, selv om.
IKKE-prøven er en tommelfingerregel til at skelne mellem helsætningsstamme og ledsætninger. I ledsætningen kommer "ikke" mellem grundled (subjekt) og udsagnsled (verballed), og det gør det ikke i helsætningsstammen. Eksempel: »Hvis du ikke kommer, bliver festen ikke til noget«. I ledsætningen står ikke mellem grundleddet du og udsagnsleddet kommer. I helsætningsstammen er udsagnsleddet bliver, og grundleddet er festen, og nægtelsen ikke står ikke mellem udsagnsled og grundled i en helsætningsstamme. (Man kan godt komme ud for sprogvarianter, hvor ikke-prøven ikke holder: (hvis ikke du kommer) i en ledsætning; men hvis ikke står mellem grundled og udsagnsled, kan det ikke være en helsætningsstamme).